# Алябьев, Александр Игоревич
Алекса́ндр И́горевич Аля́бьев (род. 20 августа 1989 года, Дмитров) — российский горнолыжник. Бронзовый призёр зимних Паралимпийских игр, серебряный призёр чемпионата мира. Заслуженный мастер спорта России.
В 2013 году окончил МГАФК.

## Награды
- Медаль ордена «За заслуги перед Отечеством» II степени (17 марта 2014 года) — за большой вклад в развитие физической культуры и спорта, высокие спортивные достижения на XI Паралимпийских зимних играх 2014 года в городе Сочи[2].
- Заслуженный мастер спорта России.